# Samstagnacht im Viertel der Schwarzen
Samstagnacht im Viertel der Schwarzen (Uptown Saturday Night, Alternativtitel: Samstagnacht oben in der Stadt) ist eine US-amerikanische Action-Krimi-Komödie von Sidney Poitier aus dem Jahr 1974 nach einem Drehbuch von Richard Wesley mit Sidney Poitier, Bill Cosby und Harry Belafonte in den Hauptrollen. Cosby und Poitier arbeiteten später für Drehn wir noch’n Ding (1975) und Ausgetrickst (1977) erneut zusammen. Obwohl die Charaktere in jedem Film andere Namen haben, gelten die drei Filme als Trilogie. Die Filmpremiere fand am 15. Juni 1974 im Olympia Theatre in New York City statt und erhielt positive Kritiken. Im Jahr 2024 erfolgte die Aufnahme des Films in das National Film Registry.

## Handlung
Während sich Steve Jackson und Wardell Franklin am Samstagabend in Madame Zenobias Club amüsieren, wird dieser von Räubern überfallen. Dabei wird auch Steves Brieftasche entwendet, die einen Lottoschein im Wert von 50.000 US-Dollar enthält. Um ihn zurückzubekommen, verbünden sie sich mit dem Gangster Geechie Dan Beauford, der seinen Rivalen Silky Slim besiegen will. Mit Witz, Ausdauer und Furchtlosigkeit entwickeln Steve und Wardell einen Plan, um mit Hilfe der Gangster an den Lottoschein zu gelangen.

## Besetzung
Hauptbesetzung
- Sidney Poitier: Steve Jackson, Arbeiter im Stahlwerk und Familienvater. Er ist selbstbewusst, flirtet gerne und nimmt die Herausforderungen seines besten Freundes Wardell an.
- Bill Cosby: Wardell Franklin, Taxifahrer und Steves bester Freund. Er ist sorglos und handelt in aufregenden Situationen oft impulsiv.
- Harry Belafonte: Geechie Dan Beauford, ein aufbrausender Gangster. Obwohl er stur und schwer zu überzeugen ist, lässt er sich leicht beeinflussen, wenn es um Geld geht. Sein Rivale ist Silky Slim.
- Calvin Lockhart: Silky Slim, ein führender Gangster und Rivale von Geechie Dan. Wie sein Rivale lässt auch er sich schnell überzeugen, wenn ihm Geld versprochen wird.

## Hintergrund
Samstagnacht im Viertel der Schwarzen wurde von Warner Bros. Entertainment zur Hochzeit des Genres der Blaxploitationfilme produziert. Zuvor produzierte das Unternehmen bereits vergleichbare Filme wie Ein Fall für Cleopatra Jones und Freie Fahrt ins Jenseits.
Poitier hatte den Höhepunkt seiner Karriere in den 1960ern erreicht. Er und Harry Belafonte wurden als bedeutendste afroamerikanische Unterhalter ihrer Zeit betrachtet. Sidney Poitier gewann für seine Rolle in Lilien auf dem Felde als erster männlicher Afroamerikaner einen Darsteller-Oscar. Außerdem spielte er in In der Hitze der Nacht mit, der fünf Oscars gewann.
In seiner Karriere frustrierte Poitier, wie Hollywood den schwarzen Mann in Film und Fernsehen darstellte. Dies war einer der Gründe, weshalb er sich in der Blaxploitation-Ära dazu entschloss, Filme zu drehen. Der erste Film, bei dem er Regie führte, war Der Weg der Verdammten, in dem Belafonte mitspielte. Anschließend führte er dann bei Samstagnacht im Viertel der Schwarzen und seinen Fortsetzungen Drehn wir noch’n Ding und Ausgetrickst Regie.

## Themen

### Afroamerikaner
Die Charaktere in dem Film haben zwar unterschiedliche Motive und Verhaltensweisen, haben jedoch (bis auf Sharp Eye Washington) alle ein raffiniertes, elegantes Auftreten. Poitier legte Wert darauf, die schwarzen Schauspieler elegant auf der Leinwand darzustellen, um damit einen Gegenentwurf zum Bild der Schwarzen in Hollywood darzustellen. Er hatte in seiner Karriere Rollen für Charaktere mit negativen Stereotypen abgelehnt und stattdessen Charaktere gespielt, die „würdevoll, stolz und edel“ waren. Die Afroamerikaner im Film handeln in allen Situationen ruhig und gelassen. Dies ist besonders beim gutmütigen und vorsichtigen Steve Jackson der Fall. Kritiker bemerkten die Eigenschaften von Poitiers Charakteren: „In all seinen Filmen war [Poitier] gebildet und intelligent. Er sprach fließend Englisch, war konservativ gekleidet und hatte die besten Tischmanieren.“
Insbesondere anhand der Kongressabgeordneten Lincoln und Leggy Peggy wird das Doppelbewusstsein der Afroamerikaner dargestellt. Während der Wiederwahl kleidet sich Lincoln konservativ und betreibt konservative Politik, um mit Hilfe der weißen Mehrheit sein Amt zu behalten. Als er jedoch afroamerikanischen Besuch bekommt, wechselt er zu einem afrozentrischen Auftreten, indem er das Bild umdreht und afrikanische Kleidung trägt. Als seine Frau Leggy Peggy in eine Unterhaltung zwischen ihm, Steve und Wardell eintritt, spricht sie mit afrikanischem Dialekt, über welchen sich Lincoln herablassend geäußert hat. Im folgenden Monolog wird anhand des Tokenismus das Doppelbewusstsein thematisiert und Leggy Peggy äußert ihre Frustration darüber, sich in einem Umfeld der Mehrheit darzustellen.

### Sexualität
Der Film wurde in der Blaxploitation-Ära gedreht, in der Frauen ihre Sexualität zunehmend frei ausleben konnten. Ebenfalls 1974 erschien Coffy – die Raubkatze, in dem die Hauptfigur über ihr Aussehen definiert wird. Obwohl Samstagnacht im Viertel der Schwarzen weibliche Charaktere weniger explizit darstellt als Coffy, ist die Darstellung auch hier suggestiv sexuell.
Bei der Ankunft von Steve und Wardell bei Madame Zenobias Party wird auch die sexuelle Revolution deutlich. Dort spielen die Frauen mit den Männern und zeigen in ihren Kleidern freie Haut. Ein weiteres Beispiel ist das Verhalten von Steve und seiner Frau Sarah Jackson zu Beginn des Films. Als sich die beiden in der Küche an ihre erste Begegnung erinnern, erwähnt Steve mehrfach ihren Hintern, worauf sie antwortet: „Denkt ihr Männer nie an etwas anderes als Hintern?“ Damit wird die körperliche Anziehungskraft als Hauptteil der Anziehungskraft von Frauen dargestellt. Trotzdem behandeln Steve und Wardell ihre Frauen mit Respekt, was die Gleichberechtigung in ihren Ehen verdeutlicht.

### Symbole
Der Lotterieschein stellt ein Symbol für den wirtschaftlichen Wohlstand der Afroamerikaner dar. Steves Entscheidungen, um diesen zurückzubekommen – vom Anheuern eines Banditen bis zum Mitfahren auf dem Dach von Silky Slims Auto – spiegeln die Bedeutung der Selbstbestimmung für wirtschaftliche Freiheit wider. Auch die im Film vorkommenden Diamanten sind hierfür ein Symbol. Als Silky Slim von Madame Zenobia ihre Diamantenkette fordert, zeigt ihre Reaktion eher den Verlust von Macht und Selbstvertrauen, als Angst. Dies ist auch der Grund, weshalb die Rivalen Geechie Dan und Silky Slim gegen Ende des Films kurz zusammenarbeiten. All diese Elemente vermitteln die Botschaft, dass wirtschaftliche Freiheit für ein besseres Leben unerlässlich ist.

## Rezeption
Samstagnacht im Viertel der Schwarzen spielte in den Vereinigten Staaten 7,4 Millionen US-Dollar ein bei Produktionskosten in Höhe von 2,5 Millionen US-Dollar. Damit belegte der Film drei Monate nach seiner Veröffentlichung Platz drei in der Liste der 50 Filme, die am meisten Geld einspielten. Der Film erhielt gemischte bis positive Kritiken. Vincent Canby schrieb für die New York Times, der Film sei „im Wesentlichen aufgesetzt, aber er ist so voll von gutem Humor und, wenn der Humor platt wird, von so guter Laune, dass es Filmkritik auf den Status eines höchst unwesentlichen Handwerks reduziert.“ Gene Siskel vom Chicago Tribune gab dem Film drei von vier Sternen und bezeichnete ihn als „eine altmodische Comedy-Revue, in der jeder Schauspieler die Chance hat, das Publikum mit einer großen Szene zu überraschen [...] [Poitier] leitet natürliche Comedy von einfachsten Aktionen ab, einfach weil er Sidney Poitier ist. Ob es das Warten auf einen Bus ist oder er ruhig einem prahlerischen Freund zuhört, Poitier erregt unsere Aufmerksamkeit, indem er uns ihn als normalen Kerl sehen lässt.“ Kevin Thomas von der Los Angeles Times bezeichnete ihn als „den lustigsten Film seit 'Der wilde wilde Westen' und sicherlich einen der unterhaltsamsten Filme des Jahres; die altmodische Art, bei der man sich gut fühlt, wenn er vorbei ist.“ Penelope Gilliatt schrieb, dass Richard Wesleys Drehbuch „es geschafft hat, etwas Unterhaltsames mit mutigen und wahrheitsgemäßen Grundlagen über schwarze Fluchtwege in einer Welt zu zeigen, die viel mehr Spaß macht als jede andere, die privilegierte Weiße jemals erschaffen könnten.“
Neben einigen anderen negativen Kritiken kritisierte Gary Arnold von The Washington Post, dass zwar „der Film eine willkommene Abwechslung zu den vielen Blaxploitation-Filmen der letzten Jahre darstellt, jedoch weder das Mittel noch die Darsteller vom Boden abheben.“ Paul D. Zimmermann von Newsweek schrieb: „Poitier ist kein erfinderisches Comic-Talent – er ist unberechenbar und liebenswürdig hinter der Kamera, aber nicht lustig davor. Wenn die lustigen Versatzstücke aufhören, stottert der Film – aber nicht bevor er einen Karneval mit feinen Comicfiguren liefert.“ Variety bezeichnete den Film als „uneben“ und war der Meinung, dass „'Uptown Saturday Night' zu lange einfach da liegt und ungeduldig auf einfallsreicheres Comedy-Geschäft und ein schnelleres Tempo wartet, als es der nüchterne Poitier zu bieten können scheint.“ Walter Burrell vom Magazin Essence bemerkte, dass „man ein bisschen unzufrieden weggeht [...] Man hat das Gefühl, diese großen Talente hätten ein Mittel gebrauchen können, das besser zu ihren Fähigkeiten passt.“ David McGillivray von The Monthly Film Bulletin schrieb: „Jeder ist so bemüht, eine fröhliche Atmosphäre zu schaffen, aber das Material ist so schwach und Sidney Poitiers Regie so uninspiriert, dass die Auftritte aller außer dem des urbanen Roscoe Lee Browne deprimierend mittelmäßig aussehen. Es ist schwierig, in Uptown Saturday Night etwas anderes als eine kolossale Verschwendung von Talent zu sehen.“

## Pilotfilm
Kurz nach der Veröffentlichung des Films bestellte NBC einen Pilotfilm für eine Sitcom-Version von Samstagnacht im Viertel der Schwarzen, mit Cleavon Little und Adam Wade, die die Rollen von Cosby und Poitier übernahmen. Der Pilotfilm wurde nicht verkauft, jedoch 1979 im Rahmen des Comedy Theater bei NBC zusammen mit mehreren anderen nicht verkauften Pilotfilmen gezeigt.

## Fortsetzung
Drehn wir noch’n Ding (1975) und Ausgetrickst (1977) können als indirekte Fortsetzungen betrachtet werden. Sie erhielten gemischte Kritiken, was damit zusammenhängen könnte, dass sich die Blaxploitation-Ära dem Ende zuneigte.
Das Drehbuch zu Drehn wir noch’n Ding (1975) schrieb Richard Wesley, Regie führte Sidney Poitier. In der ersten Fortsetzung zu Samstagnacht im Viertel der Schwarzen treten Poitier und Cosby als Clyde Williams und Billy Foster auf. Viele Schauspieler aus dem ersten Film treten erneut in anderen Rollen auf, so unter anderem Lee Chamberlin und Calvin Lockhart. Im Gegensatz zu Samstagnacht im Viertel der Schwarzen handelt es sich eher um eine Slapstick-Komödie. Der Film erhielt überwiegend negative Kritiken. Stephen Klain vom Independent Film Journal schrieb: „Wie im vorigen Film hatte sich Poitier relativ wenig als Schauspieler zu tun gegeben und es vorgezogen, die Kamera auf Cosby zu lassen, der alle Stellen auslässt.“ Richard Eder von The New York Times bemerkte: „Die Hauptstärke des Films ist Bill Cosby, der wie ein verhungertes Schaf im Wolfskleid aussieht, gleichzeitig zwielichtig und traurig ist.“ Trotz der Kritiken spielte der Film in Nordamerika 11,8 Millionen US-Dollar ein und übertraf damit seinen Vorgänger.
Bei Ausgetrickst (1977) führte erneut Sidney Poitier Regie, das Drehbuch schrieb Charlies Blackwill. Im dritten Teil der Actionfilm-Trilogie treten Poitier und Bill Cosby als Manny Durrell und Dave Anderson auf. Wie beim Vorgänger wurde auch hier auf Slapstick gesetzt. Der Film erhielt überwiegend positive Kritiken. David Ansen vom Magazin Newsweek beschrieb den Film als „kitschig und hip, zynisch und sentimental, formelhaft und ängstlich, Samstagnacht im Viertel der Schwarzen mag eine medizinische Absicht haben, aber es geht runter wie Eiscremesoda.“ Er spielte 6,7 Millionen US-Dollar ein.

## Soundtrack
Die Musik zu Samstagnacht im Viertel der Schwarzen wurde von Tom Scott und Morgan Ames komponiert. Produziert und arrangiert wurde sie von Van McCoy. Der Soundtrack mit einer Länge von 6 Minuten und 23 Sekunden wurde Ende 1974 veröffentlicht. Der Eröffnungstitel hat fröhliche und glückliche Themen. Das im Film mehrfach auftauchende Lied und der Endtitel vermitteln Selbstbestimmung und spiegeln mit dem Text „I gotta hold on“ die Black-Power-Bewegung wider.

## Remake
2002 wurde bekanntgegeben, dass Will Smith und sein Produktionsunternehmen Overbrook Entertainment sich die Rechte an einer Remake-Trilogie mit Smith gesichert haben, die über Warner Bros. Entertainment vertrieben werden sollte. Smith äußerte die Hoffnung, Eddie Murphy, Martin Lawrence und weitere bekannte afroamerikanische Schauspieler für den Film gewinnen zu können. 2012 wurde berichtet, dass Adam McKay Regie führen wird, das Drehbuch sollte Timothy Dowling, der auch das Drehbuch zu Meine erfundene Frau schrieb, schreiben. Die Hauptrollen sollten Smith und Denzel Washington übernehmen. Seit Anfang 2014 bekanntgegeben wurde, dass Nicholas Stoller das Drehbuch überarbeiten sollte, McKay, Smith und Washington jedoch weiterhin Teil des Teams bleiben sollten, gab es keine neuen Informationen über das Remake.